# Samara
|  | Aquest article tracta sobre la ciutat. Vegeu-ne altres significats a «Samara (riu)». |

Samara (rus: Сама́ра) coneguda entre 1935 i 1991 com a Kúibixev (Ку́йбышев), és una gran ciutat a la riba del riu Volga (molt a prop de les muntanyes Jigulí), a la part sud-est de la Rússia europea, al Districte Federal del Volga, centre administratiu de l'óblast de Samara. La seva població és d'1.169.719 habitants (segons el cens rus del 2017).

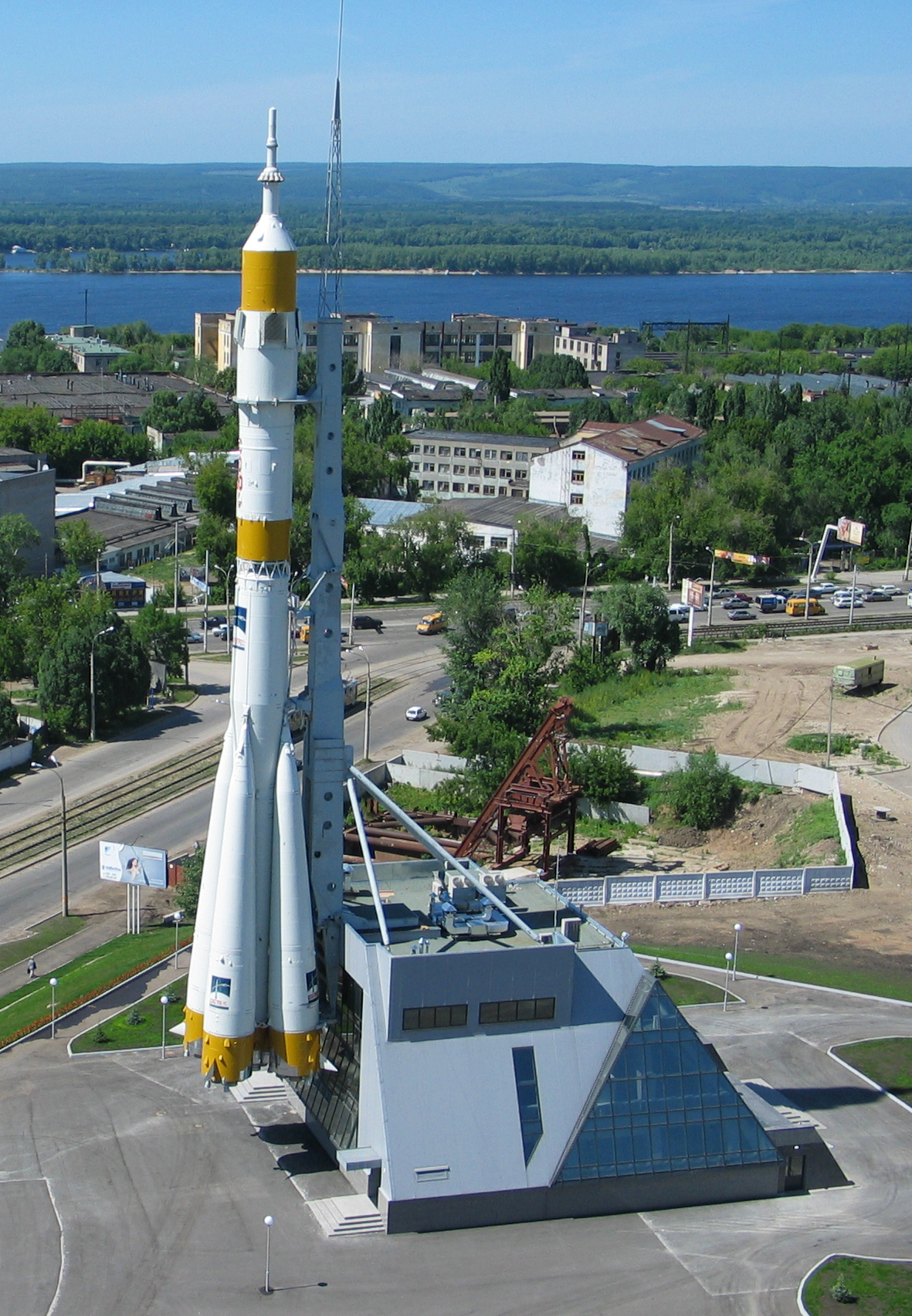
Museu Aeroespacial

Fou fundada l'any 1586 com a enclavament defensiu, i posteriorment va créixer fins a convertir-se en el centre del comerç del blat a la regió del Volga. Durant l'època soviètica va ser rebatejada com a Kúibixev en honor del polític revolucionari Valerian Kúibixev.
Avui en dia, Samara és un gran centre industrial i de transports. L'àrea metropolitana de Samara-Togliatti-Sízran, amb poc més de 3 milions d'habitants, és la seu d'una important indústria manufacturera, així com automobilística (VAZ-GM, SOK), ferroviària, química, petroliera i gasística (Iukos), de maquinària, siderúrgica (Alcoa) i alimentària (Nestlé). Durant molts anys també ha estat un gran centre de la indústria aeroespacial, amb la producció dels vehicles de llançament dels coets Soiuz i Mólnia. Per aquesta darrera activitat, la ciutat era tancada durant la Guerra Freda.
Com a curiositat, l'any 2007 es va batejar amb el seu nom un nou planeta menor, 26922 Samara.

## Educació, cultura i transports
La ciutat de Samara és un important centre intel·lectual, acadèmic i cultural de Rússia, cosa que es reflecteix en els seus teatres i museus i les seves universitats (entre les quals destaca la Universitat Estatal de Samara).
Samara està comunicada mitjançant autopistes, ferrocarril i un aeroport internacional (Kurúmotx, amb codi KUF) on operen aerolínies internacionals com ara Lufthansa o CSA Czech Airlines. La ciutat també gaudeix d'una xarxa de metro, tot i que actualment només disposa de 8 estacions.
Una destinació turística força popular de la ciutat i la regió és el búnquer de Stalin. Construït durant la Segona Guerra Mundial, era preparat per acollir el comandament de les operacions militars si finalment es produïa la caiguda de Moscou en mans alemanyes. Aquest monument es troba al sud-est de la plaça de Kúibixev, darrere d'un complex d'apartaments.

## Esports
Samara és la seu del PFK Krília Sovétov Samara, un dels clubs de futbol de la lliga russa. La ciutat va ser també la seu del millor club de bàsquet femení del món, el VBM-SGAU, fins al principi de la lliga del 2007, quan fou venut al CSKA i es traslladà a Moscou. Actualment és un equip del CSKA.

## Galeria d'imatges

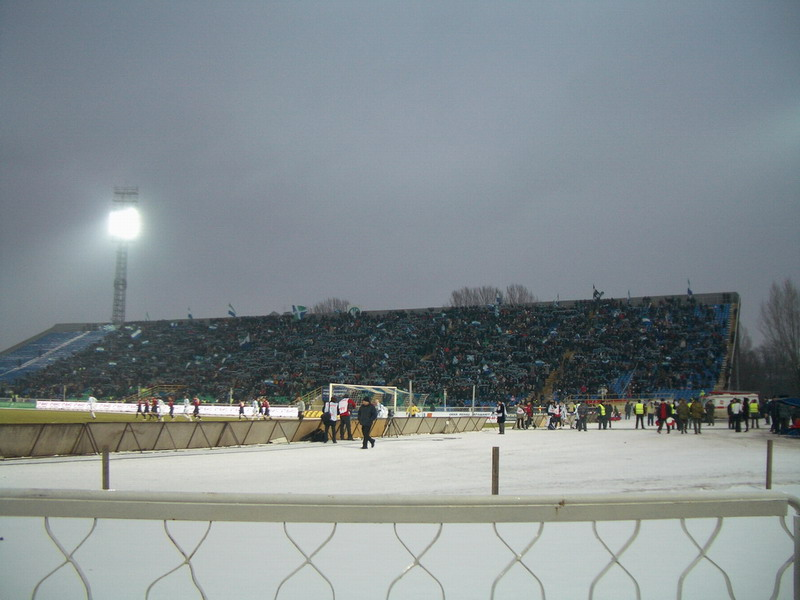
Estadi del Metallurg
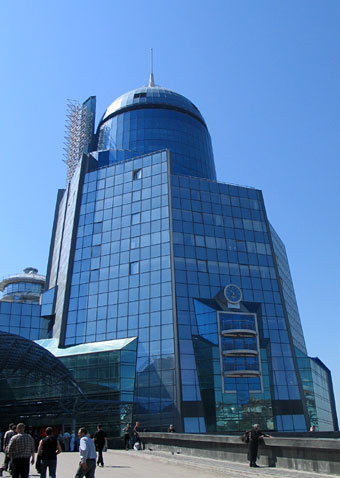
Estació del ferrocarril
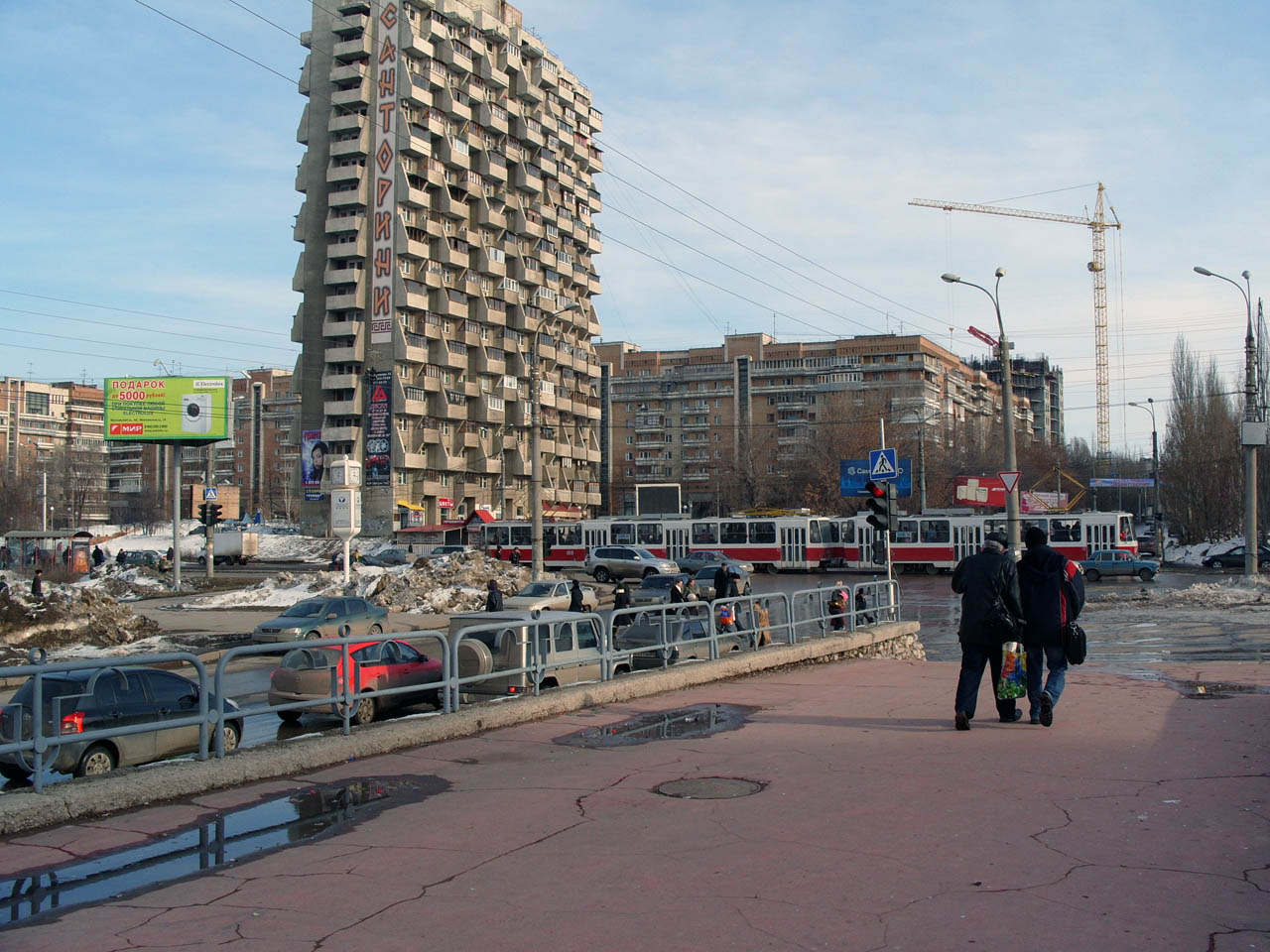
Centre de la ciutat
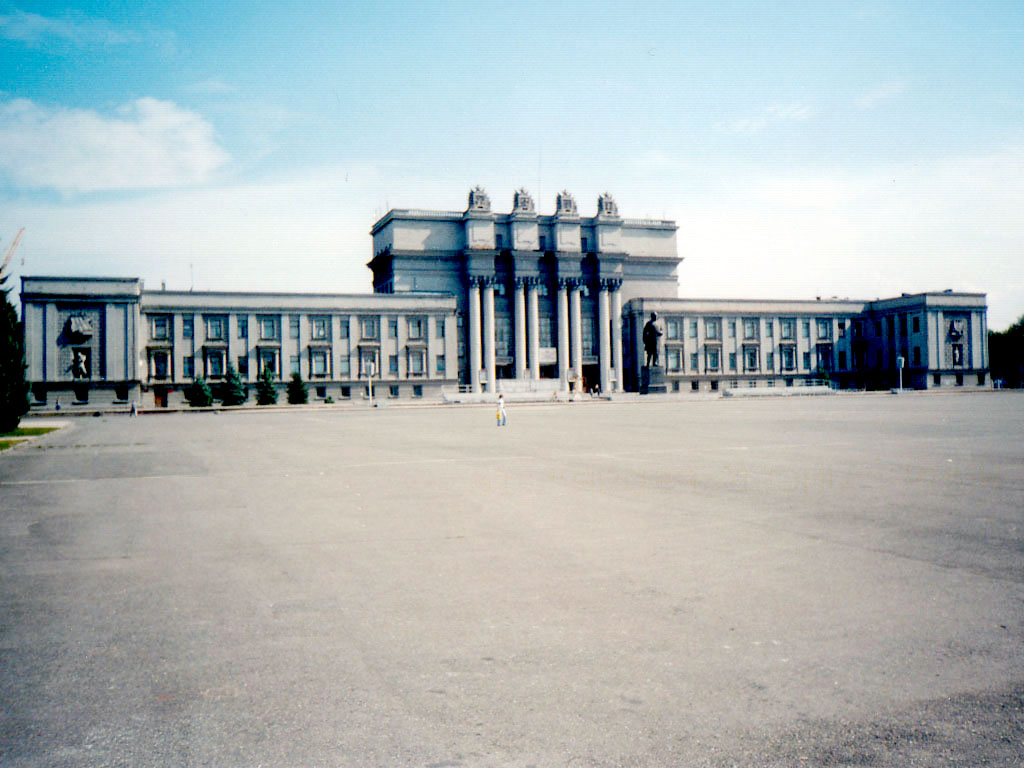
Teatre de l'Òpera
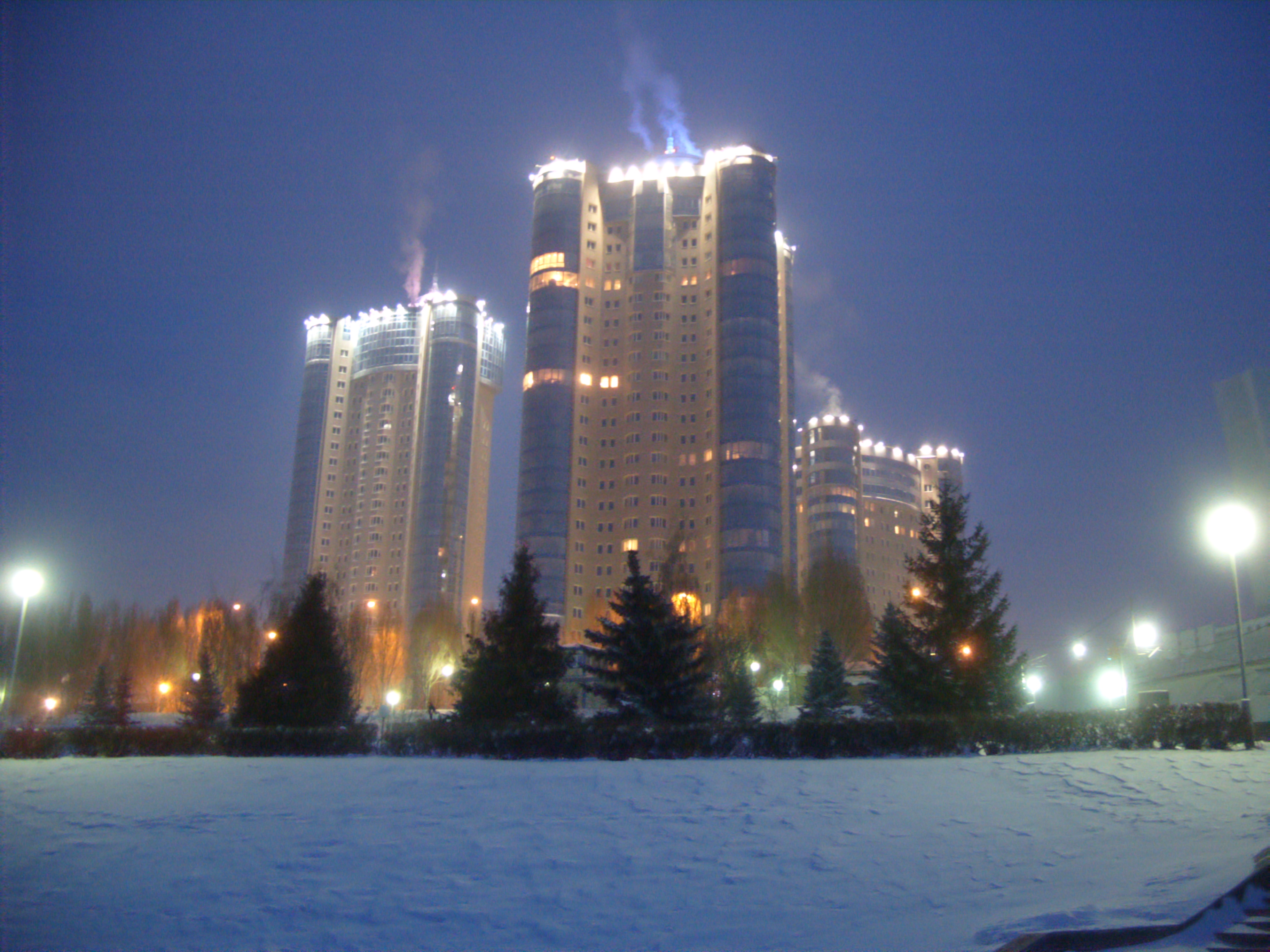
Gratacels a l'hivern
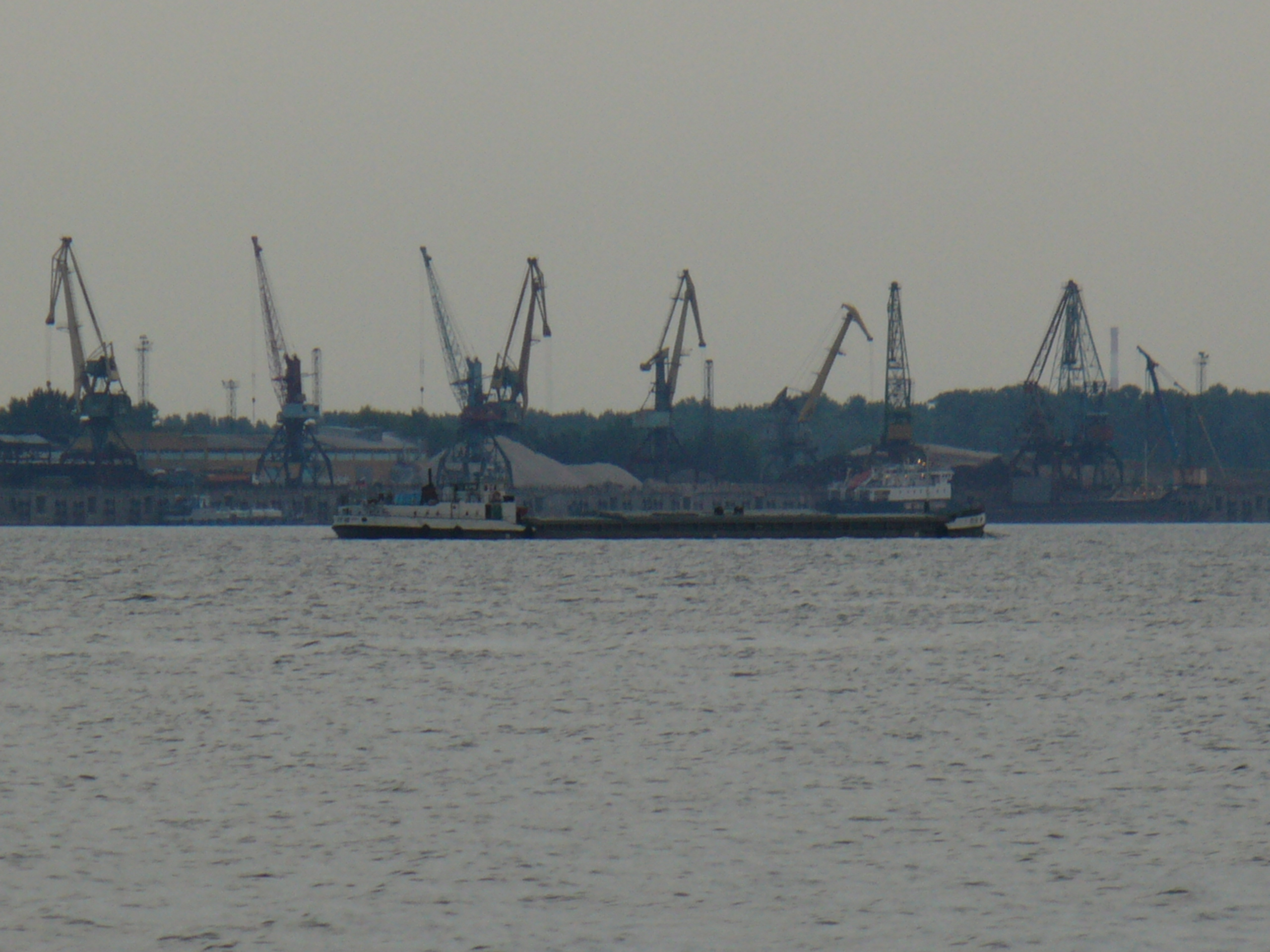
Port fluvial al Volga
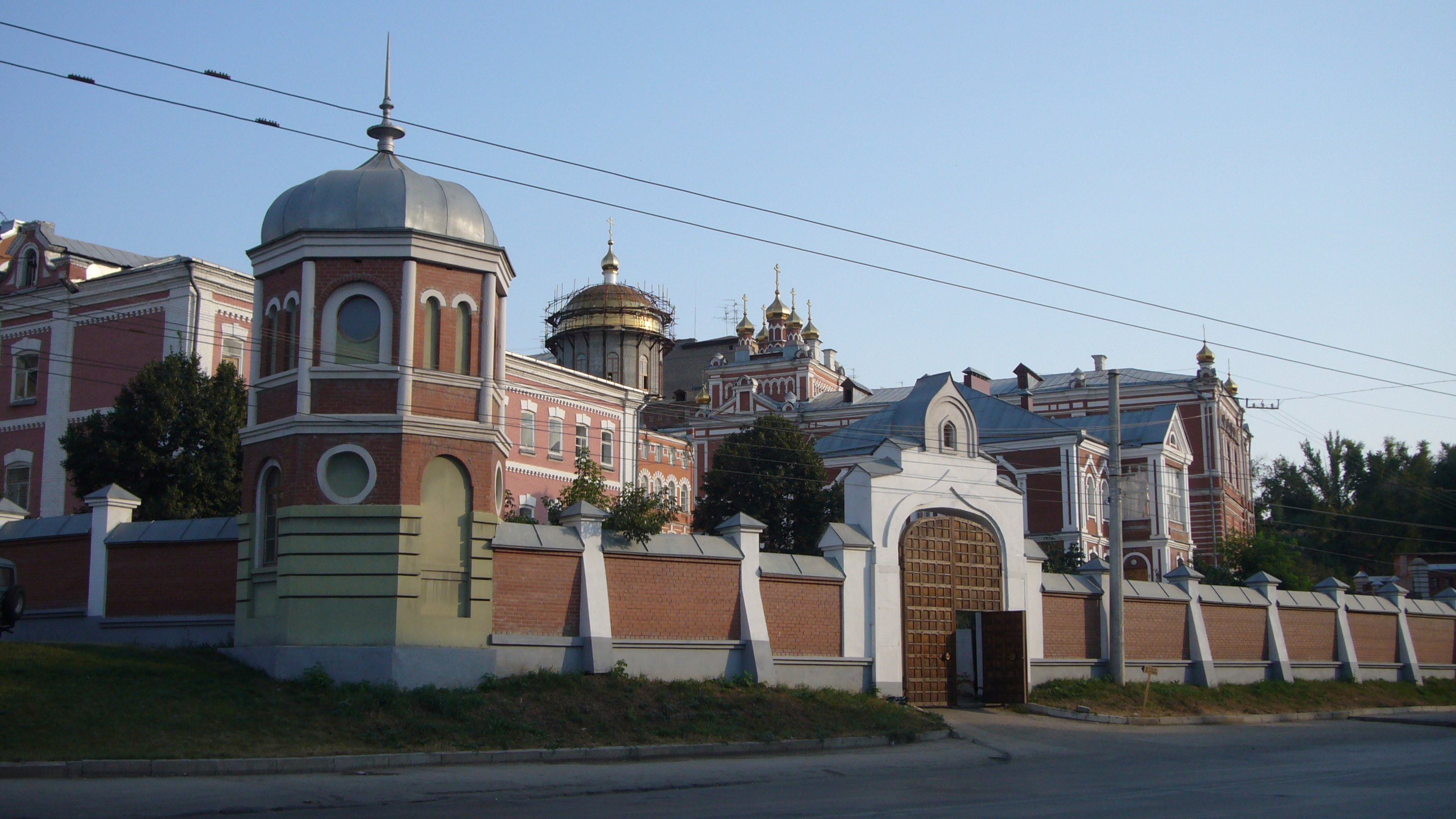
Monestir d'Íversk